# Nuoto ai campionati mondiali di nuoto 2015
Le gare di nuoto ai Campionati mondiali di nuoto 2015 si sono svolte dal 2 agosto al 9 agosto 2015, presso la Kazan Arena dell'omonima città.

## Calendario
| Data          | Ora   | Event                                             |
| ------------- | ----- | ------------------------------------------------- |
| 2 agosto 2015 | 9:30  | Batterie 100 m farfalla femminili                 |
| 2 agosto 2015 | 9:30  | Batterie 400 m stile libero maschili              |
| 2 agosto 2015 | 9:30  | Batterie 200 m misti femminili                    |
| 2 agosto 2015 | 9:30  | Batterie 50 m farfalla maschili                   |
| 2 agosto 2015 | 9:30  | Batterie 400 m stile libero femminili             |
| 2 agosto 2015 | 9:30  | Batterie 100 m rana maschili                      |
| 2 agosto 2015 | 9:30  | Batterie staffetta 4x100 m stile libero femminili |
| 2 agosto 2015 | 9:30  | Batterie staffetta 4x100 m stile libero maschili  |
| 2 agosto 2015 | 17:30 | Semifinali 100 m farfalla femminili               |
| 2 agosto 2015 | 17:30 | Finale 400 m stile libero maschile                |
| 2 agosto 2015 | 17:30 | Semifinali 200 m misti femminili                  |
| 2 agosto 2015 | 17:30 | Semifinali 50 m farfalla maschili                 |
| 2 agosto 2015 | 17:30 | Finale 400 m stile libero femminile               |
| 2 agosto 2015 | 17:30 | Semifinali 100 m rana maschili                    |
| 2 agosto 2015 | 17:30 | Finale staffetta 4x100 m stile libero femminile   |
| 2 agosto 2015 | 17:30 | Finale staffetta 4x100 m stile libero maschile    |
| 3 agosto 2015 | 9:30  | Batterie 100 m dorso femminili                    |
| 3 agosto 2015 | 9:30  | Batterie 100 m dorso maschili                     |
| 3 agosto 2015 | 9:30  | Batterie 100 m rana femminili                     |
| 3 agosto 2015 | 9:30  | Batterie 200 m stile libero maschili              |
| 3 agosto 2015 | 9:30  | Batterie 1500 m stile libero femminili            |
| 3 agosto 2015 | 17:30 | Finale 100 m rana maschile                        |
| 3 agosto 2015 | 17:30 | Finale 100 m farfalla femminile                   |
| 3 agosto 2015 | 17:30 | Semifinali 100 m dorso maschili                   |
| 3 agosto 2015 | 17:30 | Semifinali 100 m rana femminili                   |
| 3 agosto 2015 | 17:30 | Finale 50 m farfalla maschile                     |
| 3 agosto 2015 | 17:30 | Semifinali 100 m dorso femminili                  |
| 3 agosto 2015 | 17:30 | Semifinali 200 m stile libero maschili            |
| 3 agosto 2015 | 17:30 | Finale 200 m misti femminile                      |
| 4 agosto 2015 | 9:30  | Batterie 50 m rana maschili                       |
| 4 agosto 2015 | 9:30  | Batterie 200 m stile libero femminili             |
| 4 agosto 2015 | 9:30  | Batterie 200 m farfalla maschili                  |
| 4 agosto 2015 | 9:30  | Batterie 800 m stile libero maschili              |
| 4 agosto 2015 | 17:30 | Finale 200 m stile libero maschile                |
| 4 agosto 2015 | 17:30 | Finale 100 m dorso femminile                      |
| 4 agosto 2015 | 17:30 | Semifinali 50 m rana maschili                     |
| 4 agosto 2015 | 17:30 | Finale 1500 m stile libero femminile              |
| 4 agosto 2015 | 17:30 | Finale 100 m dorso maschile                       |
| 4 agosto 2015 | 17:30 | Semifinali 200 m stile libero femminili           |
| 4 agosto 2015 | 17:30 | Semifinali 200 m farfalla maschili                |
| 4 agosto 2015 | 17:30 | Finale 100 m rana femminile                       |
| 5 agosto 2015 | 9:30  | Batterie 50 m dorso femminili                     |
| 5 agosto 2015 | 9:30  | Batterie 100 m stile libero maschili              |
| 5 agosto 2015 | 9:30  | Batterie 200 m farfalla femminili                 |
| 5 agosto 2015 | 9:30  | Batterie 200 m misti maschili                     |
| 5 agosto 2015 | 9:30  | Batterie staffetta mista 4x100 m misti            |
| 5 agosto 2015 | 17:30 | Semifinali 100 m stile libero maschili            |
| 5 agosto 2015 | 17:30 | Semifinali 50 m dorso femminili                   |
| 5 agosto 2015 | 17:30 | Finale 200 m farfalla maschile                    |
| 5 agosto 2015 | 17:30 | Finale 200 m stile libero femminile               |
| 5 agosto 2015 | 17:30 | Finale 50 m rana maschile                         |
| 5 agosto 2015 | 17:30 | Semifinali 200 m farfalla femminili               |
| 5 agosto 2015 | 17:30 | Semifinali 200 m misti maschili                   |
| 5 agosto 2015 | 17:30 | Finale 800 m stile libero maschile                |
| 5 agosto 2015 | 17:30 | Finale staffetta mista 4x100 m misti              |
| 6 agosto 2015 | 9:30  | Batterie 100 m stile libero femminili             |
| 6 agosto 2015 | 9:30  | Batterie 200 m dorso maschili                     |
| 6 agosto 2015 | 9:30  | Batterie 200 m rana femminili                     |
| 6 agosto 2015 | 9:30  | Batterie 200 m rana maschili                      |
| 6 agosto 2015 | 9:30  | Batterie staffetta 4x200 m stile libero femminili |
| 6 agosto 2015 | 17:30 | Semifinali 100 m stile libero femminili           |
| 6 agosto 2015 | 17:30 | Finale 200 m misti maschile                       |
| 6 agosto 2015 | 17:30 | Semifinali 200 m rana femminili                   |
| 6 agosto 2015 | 17:30 | Finale 100 m stile libero maschile                |
| 6 agosto 2015 | 17:30 | Finale 200 m farfalla femminile                   |
| 6 agosto 2015 | 17:30 | Semifinali 200 m rana maschili                    |
| 6 agosto 2015 | 17:30 | Finale 50 m dorso femminile                       |
| 6 agosto 2015 | 17:30 | Semifinale 200 m dorso maschile                   |
| 6 agosto 2015 | 17:30 | Finale staffetta 4x200 m stile libero femminile   |
| 7 agosto 2015 | 9:30  | Batterie 50 m stile libero maschili               |
| 7 agosto 2015 | 9:30  | Batterie 50 m farfalla femminili                  |
| 7 agosto 2015 | 9:30  | Batterie 100 m farfalla maschili                  |
| 7 agosto 2015 | 9:30  | Batterie 200 m dorso femminili                    |
| 7 agosto 2015 | 9:30  | Batterie staffetta 4x200 m stile libero maschili  |
| 7 agosto 2015 | 9:30  | Batterie 800 m stile libero femminili             |
| 7 agosto 2015 | 17:30 | Finale 100 m stile libero femminile               |
| 7 agosto 2015 | 17:30 | Finale 200 m dorso maschile                       |
| 7 agosto 2015 | 17:30 | Semifinali 200 m dorso femminili                  |
| 7 agosto 2015 | 17:30 | Semifinali 50 m stile libero maschili             |
| 7 agosto 2015 | 17:30 | Finale 200 m rana femminile                       |
| 7 agosto 2015 | 17:30 | Semifinali 100 m farfalla maschili                |
| 7 agosto 2015 | 17:30 | Semifinali 50 m farfalla femminili                |
| 7 agosto 2015 | 17:30 | Finale 200 m rana maschile                        |
| 7 agosto 2015 | 17:30 | Finale staffetta 4x200 m stile libero maschile    |
| 8 agosto 2015 | 9:30  | Batterie 50 m stile libero femminili              |
| 8 agosto 2015 | 9:30  | Batterie 50 m dorso maschili                      |
| 8 agosto 2015 | 9:30  | Batterie 50 m rana femminili                      |
| 8 agosto 2015 | 9:30  | Batterie 1500 m stile libero maschili             |
| 8 agosto 2015 | 9:30  | Batterie staffetta mista 4x100 m stile libero     |
| 8 agosto 2015 | 17:30 | Finale 50 m farfalla femminile                    |
| 8 agosto 2015 | 17:30 | Finale 50 m stile libero maschile                 |
| 8 agosto 2015 | 17:30 | Finale 200 m dorso femminile                      |
| 8 agosto 2015 | 17:30 | Semifinali 50 m rana femminili                    |
| 8 agosto 2015 | 17:30 | Finale 100 m farfalla maschile                    |
| 8 agosto 2015 | 17:30 | Semifinali 50 m stile libero femminili            |
| 8 agosto 2015 | 17:30 | Semifinali 50 m dorso maschili                    |
| 8 agosto 2015 | 17:30 | Finale 800 m stile libero femminile               |
| 8 agosto 2015 | 17:30 | Finale staffetta mista 4x100 m stile libero       |
| 9 agosto 2015 | 9:30  | Batterie 400 m misti maschili                     |
| 9 agosto 2015 | 9:30  | Batterie 400 m misti femminili                    |
| 9 agosto 2015 | 9:30  | Batterie staffetta 4x100 m misti maschili         |
| 9 agosto 2015 | 9:30  | Batterie staffetta 4x100 m misti femminili        |
| 9 agosto 2015 | 17:30 | Finale 50 m dorso maschile                        |
| 9 agosto 2015 | 17:30 | Finale 50 m rana femminile                        |
| 9 agosto 2015 | 17:30 | Finale 400 m misti maschile                       |
| 9 agosto 2015 | 17:30 | Finale 50 m stile libero femminile                |
| 9 agosto 2015 | 17:30 | Finale 1500 m stile libero maschile               |
| 9 agosto 2015 | 17:30 | Finale 400 m misti femminile                      |
| 9 agosto 2015 | 17:30 | Finale staffetta 4x100 m misti maschile           |
| 9 agosto 2015 | 17:30 | Finale staffetta 4x100 m misti femminile          |

## Podi

### Uomini
| Evento                          | Oro | Tempo    | Argento                                                                                       | Tempo    | Bronzo                                                                                              | Tempo    |
| Stile libero                    | |          |                                                                                               |          | |          |
| 50 m (dettagli)                 | Florent Manaudou | 21"19    | Nathan Adrian                                                                                 | 21"52    | Bruno Fratus                                                                                        | 21"55    |
| 100 m (dettagli)                | Ning Zetao | 47"84    | Cameron McEvoy                                                                                | 47"95    | Federico Grabich                                                                                    | 48"12    |
| 200 m (dettagli)                | James Guy | 1'45"14  | Sun Yang                                                                                      | 1'45"20  | Paul Biedermann                                                                                     | 1'45"38  |
| 400 m (dettagli)                | Sun Yang | 3'42"58  | James Guy                                                                                     | 3'43"75  | Ryan Cochrane                                                                                       | 3'44"59  |
| 800 m (dettagli)                | Sun Yang | 7'39"96  | Gregorio Paltrinieri                                                                          | 7'40"81  | Mack Horton                                                                                         | 7'44"02  |
| 1500 m (dettagli)               | Gregorio Paltrinieri | 14'39"67 | Connor Jaeger                                                                                 | 14'41"20 | Ryan Cochrane                                                                                       | 14'51"08 |
| Dorso                           | |          |                                                                                               |          | |          |
| 50 m (dettagli)                 | Camille Lacourt | 24"23    | Matt Grevers                                                                                  | 24"61    | Ben Treffers                                                                                        | 24"69    |
| 100 m (dettagli)                | Mitch Larkin | 52"40    | Camille Lacourt                                                                               | 52"48    | Matt Grevers                                                                                        | 52"66    |
| 200 m (dettagli)                | Mitch Larkin | 1'53"58  | Radosław Kawęcki                                                                              | 1'54"55  | Evgenij Rylov                                                                                       | 1'54"60  |
| Rana                            | |          |                                                                                               |          | |          |
| 50 m (dettagli)                 | Adam Peaty | 26"51    | Cameron van der Burgh                                                                         | 26"66    | Kevin Cordes                                                                                        | 26"86    |
| 100 m (dettagli)                | Adam Peaty | 58"52    | Cameron van der Burgh                                                                         | 58"59    | Ross Murdoch                                                                                        | 59"09    |
| 200 m (dettagli)                | Marco Koch | 2'07"76  | Kevin Cordes                                                                                  | 2'08"05  | Dániel Gyurta                                                                                       | 2'08"10  |
| Farfalla                        | |          |                                                                                               |          | |          |
| 50 m (dettagli)                 | Florent Manaudou | 22"97    | Nicholas Santos                                                                               | 23"09    | László Cseh Konrad Czerniak                                                                         | 23"15    |
| 100 m (dettagli)                | Chad le Clos | 50"56    | László Cseh                                                                                   | 50"87    | Joseph Schooling                                                                                    | 50"96    |
| 200 m (dettagli)                | László Cseh | 1'53"48  | Chad le Clos                                                                                  | 1'53"68  | Jan Świtkowski                                                                                      | 1'54"10  |
| Misti                           | |          |                                                                                               |          | |          |
| 200 m (dettagli)                | Ryan Lochte | 1'55"81  | Thiago Pereira                                                                                | 1'56"65  | Wang Shun                                                                                           | 1'56"81  |
| 400 m (dettagli)                | Daiya Seto | 4'08"50  | Dávid Verrasztó                                                                               | 4'09"90  | Chase Kalisz                                                                                        | 4'10"05  |
| Staffette                       | |          |                                                                                               |          | |          |
| 4x100 m stile libero (dettagli) | Francia Mehdy Metella Florent Manaudou Fabien Gilot Jérémy Stravius Lorys Bourelly* Clément Mignon*                     | 3'10"74  | Russia Andrej Grečin Nikita Lobincev Vladimir Morozov Aleksandr Suchorukov Danila Izotov*     | 3'11"19  | Italia Luca Dotto Marco Orsi Michele Santucci Filippo Magnini                                       | 3'12"53  |
| 4x200 m stile libero (dettagli) | Gran Bretagna Daniel Wallace Robert Renwick Calum Jarvis James Guy Nicholas Grainger* Duncan Scott*                     | 7'04"33  | Stati Uniti Ryan Lochte Conor Dwyer Reed Malone Michael Weiss Michael Klueh*                  | 7'04"75  | Australia Cameron McEvoy David McKeon Daniel Smith Thomas Fraser-Holmes Grant Hackett* Kurt Herzog* | 7'05"34  |
| 4x100 m misti (dettagli)        | Stati Uniti Ryan Murphy Kevin Cordes Thomas Shields Nathan Adrian Matt Grevers* Cody Miller* Tim Phillips* Ryan Lochte* | 3'29"93  | Australia Mitch Larkin Jake Packard Jayden Hadler Cameron McEvoy David Morgan* Kyle Chalmers* | 3'30"08  | Francia Camille Lacourt Giacomo Perez-Dortona Mehdy Metella Fabien Gilot                            | 3'30"50  |

* Nuotatori che hanno partecipato solamente nelle batterie.

### Donne
| Evento                          | Oro | Tempo    | Argento                                                                              | Tempo    | Bronzo | Tempo    |
| Stile libero                    | |          |                                                                                      |          | |          |
| 50 m (dettagli)                 | Bronte Campbell | 24"12    | Ranomi Kromowidjojo                                                                  | 24"22    | Sarah Sjöström | 24"31    |
| 100 m (dettagli)                | Bronte Campbell | 52"52    | Sarah Sjöström                                                                       | 52"70    | Cate Campbell | 52"82    |
| 200 m (dettagli)                | Katie Ledecky | 1'55"16  | Federica Pellegrini                                                                  | 1'55"32  | Missy Franklin | 1'55"49  |
| 400 m (dettagli)                | Katie Ledecky | 3'59"13  | Sharon van Rouwendaal                                                                | 4'03"02  | Jessica Ashwood | 4'03"34  |
| 800 m (dettagli)                | Katie Ledecky | 8'07"39  | Lauren Boyle                                                                         | 8'17"05  | Jazmin Carlin | 8'18"15  |
| 1500 m (dettagli)               | Katie Ledecky | 15'25"48 | Lauren Boyle                                                                         | 15'40"14 | Boglárka Kapás | 15'47"09 |
| Dorso                           | |          |                                                                                      |          | |          |
| 50 m (dettagli)                 | Fu Yuanhui | 27"11    | Etiene Medeiros                                                                      | 27"26    | Liu Xiang | 27"58    |
| 100 m (dettagli)                | Emily Seebohm | 58"26    | Madison Wilson                                                                       | 58"75    | Mie Nielsen | 58"86    |
| 200 m (dettagli)                | Emily Seebohm | 2'05"81  | Missy Franklin                                                                       | 2'06"34  | Katinka Hosszú | 2'06"84  |
| Rana                            | |          |                                                                                      |          | |          |
| 50 m (dettagli)                 | Jennie Johansson | 30"05    | Alia Atkinson                                                                        | 30"11    | Julija Efimova | 30"13    |
| 100 m (dettagli)                | Julija Efimova | 1'05"66  | Rūta Meilutytė                                                                       | 1'06"36  | Alia Atkinson | 1'06"42  |
| 200 m (dettagli)                | Kanako Watanabe | 2'21"15  | Micah Lawrence                                                                       | 2'22"44  | Shi Jinglin Rikke Møller Pedersen Jessica Vall                                                                                   | 2'22"76  |
| Farfalla                        | |          |                                                                                      |          | |          |
| 50 m (dettagli)                 | Sarah Sjöström | 24"96    | Jeanette Ottesen                                                                     | 25"34    | Lu Ying | 25"37    |
| 100 m (dettagli)                | Sarah Sjöström | 55"64    | Jeanette Ottesen                                                                     | 57"05    | Lu Ying | 57"48    |
| 200 m (dettagli)                | Natsumi Hoshi | 2'05"56  | Cammille Adams                                                                       | 2'06"40  | Zhang Yufei | 2'06"51  |
| Misti                           | |          |                                                                                      |          | |          |
| 200 m (dettagli)                | Katinka Hosszú | 2'06"12  | Kanako Watanabe                                                                      | 2'08"45  | Siobhan-Marie O'Connor | 2'08"77  |
| 400 m (dettagli)                | Katinka Hosszú | 4'30"39  | Maya DiRado                                                                          | 4'31"71  | Emily Overholt | 4'32"52  |
| Staffette                       | |          |                                                                                      |          | |          |
| 4x100 m stile libero (dettagli) | Australia Emily Seebohm Emma McKeon Bronte Campbell Cate Campbell Madison Wilson* Melanie Wright* Bronte Barratt*      | 3'31"48  | Paesi Bassi Ranomi Kromowidjojo Maud van der Meer Marrit Steenbergen Femke Heemskerk | 3'33"67  | Stati Uniti Missy Franklin Margo Geer Lia Neal Simone Manuel Shannon Vreeland* Abbey Weitzeil*                                   | 3'34"61  |
| 4x200 m stile libero (dettagli) | Stati Uniti Missy Franklin Leah Smith Katie McLaughlin Katie Ledecky Cierra Runge* Chelsea Chenault* Shannon Vreeland* | 7'45"37  | Italia Alice Mizzau Erica Musso Chiara Masini Luccetti Federica Pellegrini           | 7'48"41  | Cina Qiu Yuhan Guo Junjun Zhang Yufei Shen Duo Shao Yiwen* Zhang Yuhan*                                                          | 7'49"10  |
| 4x100 m misti (dettagli)        | Cina Fu Yuanhui Shi Jinglin Lu Ying Shen Duo Chen Xinyi* Qiu Yuhan*                                                    | 3'54"41  | Svezia Michelle Coleman Jennie Johansson Sarah Sjöström Louise Hansson               | 3'55"24  | Australia Emily Seebohm Taylor McKeown Emma McKeon Bronte Campbell Madison Wilson* Lorna Tonks* Madeline Groves* Melanie Wright* | 3'55"56  |

* Nuotatrici che hanno partecipato solamente nelle batterie.

### Misti
| Evento                          | Oro | Tempo   | Argento | Tempo   | Bronzo                                                                                                | Tempo   |
| Staffette                       | |         | |         | |         |
| 4x100 m stile libero (dettagli) | Stati Uniti Ryan Lochte Nathan Adrian Simone Manuel Missy Franklin Conor Dwyer* Margo Geer* Abbey Weitzeil*    | 3'23"05 | Paesi Bassi Sebastiaan Verschuren Joost Reijns Ranomi Kromowidjojo Femke Heemskerk Kyle Stolk* Marrit Steenbergen* | 3'23"10 | Canada Santo Condorelli Yuri Kisil Sandrine Mainville Chantal van Landeghem Karl Krug* Victoria Poon* | 3'23"59 |
| 4x100 m misti (dettagli)        | Gran Bretagna Chris Walker-Hebborn Adam Peaty Siobhan-Marie O'Connor Fran Halsall Ross Murdoch* Rachael Kelly* | 3'41"71 | Stati Uniti Ryan Murphy Kevin Cordes Katie McLaughlin Margo Geer Kendyl Stewart* Lia Neal*                         | 3'43"27 | Germania Jan-Philip Glania Hendrik Feldwehr Alexandra Wenk Annika Bruhn                               | 3'44"13 |

* Nuotatori che hanno partecipato solamente nelle batterie.

## Medagliere
| Posiz. | Nazione       | Oro | Argento | Bronzo | Totale |
| ------ | ------------- | --- | ------- | ------ | ------ |
| 1      | Stati Uniti   | 8   | 10      | 5      | 23     |
| 2      | Australia     | 7   | 3       | 6      | 16     |
| 3      | Cina          | 5   | 1       | 7      | 13     |
| 4      | Gran Bretagna | 5   | 1       | 3      | 9      |
| 5      | Francia       | 4   | 1       | 1      | 6      |
| 6      | Ungheria      | 3   | 2       | 4      | 9      |
| 7      | Svezia        | 3   | 2       | 1      | 6      |
| 8      | Giappone      | 3   | 1       | 0      | 4      |
| 9      | Italia        | 1   | 3       | 1      | 5      |
| 10     | Sudafrica     | 1   | 3       | 0      | 4      |
| 11     | Russia        | 1   | 1       | 2      | 4      |
| 12     | Germania      | 1   | 0       | 2      | 3      |
| 13     | Paesi Bassi   | 0   | 4       | 0      | 4      |
| 14     | Brasile       | 0   | 3       | 1      | 4      |
| 15     | Danimarca     | 0   | 2       | 2      | 4      |
| 16     | Nuova Zelanda | 0   | 2       | 0      | 2      |
| 17     | Polonia       | 0   | 1       | 2      | 3      |
| 18     | Giamaica      | 0   | 1       | 1      | 2      |
| 19     | Lituania      | 0   | 1       | 0      | 1      |
| 20     | Canada        | 0   | 0       | 4      | 4      |
| 21     | Argentina     | 0   | 0       | 1      | 1      |
| 21     | Singapore     | 0   | 0       | 1      | 1      |
| 21     | Spagna        | 0   | 0       | 1      | 1      |
| Totale | Totale        | 42  | 42      | 45     | 129    |